# Gare de Vermenton
La gare de Vermenton est une gare ferroviaire française de la ligne de Cravant - Bazarnes à Dracy-Saint-Loup, située sur le territoire de la commune de Vermenton, dans le département de l'Yonne, en Bourgogne-Franche-Comté.
C'est une halte ferroviaire de la Société nationale des chemins de fer français (SNCF) desservie par des trains TER Bourgogne-Franche-Comté.

## Situation ferroviaire
Établie à 119 mètres d'altitude, la gare de Vermenton est située au point kilométrique (PK) 197,374 de la ligne de Cravant - Bazarnes à Dracy-Saint-Loup, entre les gares ouvertes de Cravant - Bazarnes, dont elle est séparée par la halte fermée d'Accolay, et de Lucy-sur-Cure - Bessy. 
Elle est équipée d'un quai, le quai « 1 », pour la voie « Directe », qui dispose d'une longueur utile de 110 m.

## Service des voyageurs

### Accueil
Halte SNCF, c'est un point d'arrêt non géré (PANG) à entrée libre.

### Desserte
Vermenton est desservie par des trains TER Bourgogne-Franche-Comté qui effectuent des missions entre les gares de Paris-Bercy, ou de Laroche - Migennes, et d'Avallon ou de Clamecy.

### Intermodalité
Le stationnement des véhicules est possible à proximité. Elle est desservie par des cars TER Bourgogne-Franche-Comté à tarification SNCF, qui circulent entre les gares de Cravant - Bazarne et d'Avallon.